# Hattenbacher Dreieck

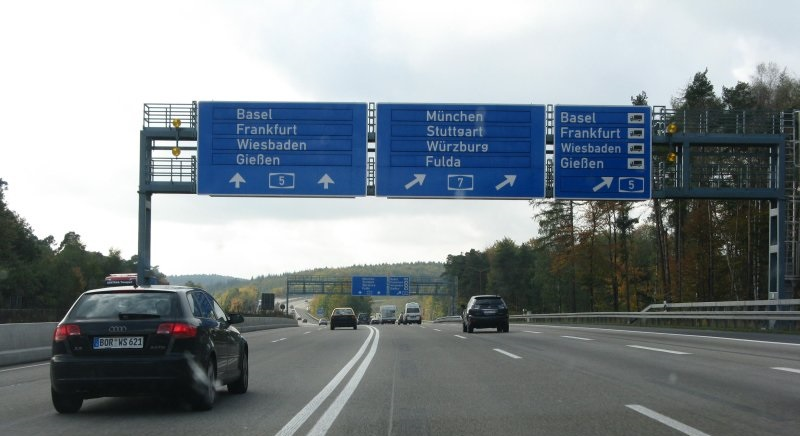
Die A7 am Hattenbacher Dreieck in Richtung Würzburg

Das Hattenbacher Dreieck ist ein Autobahndreieck in Hessen bei Bad Hersfeld. Hier beginnt die in Richtung Südwesten verlaufende A 5 (Hattenbacher Dreieck – Frankfurt am Main – Basel) an der in Nord-Süd-Richtung verlaufenden A 7 (Flensburg – Hamburg – Kassel – Füssen). Nur rund 4 Kilometer nördlich des Hattenbacher Dreiecks zweigt am Kirchheimer Dreieck von der A 7 die A 4 nach Thüringen und Sachsen ab.

## Geographie
Das Autobahndreieck ist nach dem Ortsteil Hattenbach benannt, der zur Gemeinde Niederaula gehört. Die umliegenden Gemeinden sind Kirchheim, Oberaula und Breitenbach am Herzberg. Es befindet sich etwa 55 Kilometer südlich von Kassel, ca. 105 Kilometer westlich von Erfurt und etwa 30 Kilometer nördlich von Fulda.
Die beiden benachbarten Autobahndreiecke in der Mitte von Deutschland wurden nach dem Mauerfall und der Öffnung der innerdeutschen Grenze 1989 durch die West-Ost-Verbindung der A 4 international bedeutend: hier treffen sich seitdem die Autobahnen der Relationen Hamburg – Frankfurt, Hamburg – München, Frankfurt – Berlin, Frankfurt – Dresden und Köln – Dresden.
Seit März 2025 wird die Relation Hamburg – Frankfurt allerdings unter Umgehung des Dreiecks direkter durch die A 49 implementiert (Ersparnis etwa 15 Kilometer).
Das Autobahndreieck trägt auf der A 5 die Nummer 1, auf der A 7 die Nummer 88.

## Geschichte
Ursprünglich war anstelle des Dreiecks ein Autobahnkreuz geplant, wobei von hier aus die Lücke zwischen dem östlichen Teil der A 4 und deren westlichen Teil durch eine Verbindung Hattenbach – Olpe geschlossen werden sollte; dieses Teilstück wurde jedoch bisher nicht verwirklicht.

## Bauform
Das Dreieck ist nicht in der sonst üblichen Trompetenform angelegt, wie z. B. das Kirchheimer Dreieck, stattdessen bestehen direkte Verbindungen zur abzweigenden Fahrtrichtung, ohne die sonst üblichen Schleifen und Kurven. Die Verzweigung in Richtung Frankfurt auf die A 5 und in Richtung Würzburg zur A 7 erfolgt an einer Steigungsstrecke mit einer vierstreifigen Richtungsfahrbahn für den Verkehr nach Süden, die aus dem Aulatal herausführt. Um diesen als Unfallschwerpunkt geltenden Abschnitt zu entlasten, wurde das Hattenbacher Dreieck ab Juni 2007 mit einem separaten Fahrstreifen für den LKW-Verkehr nach Frankfurt und einer dynamischen Verkehrsführung ausgebaut. Die Verkehrszeichenbrücken werden im Rahmen des Projekts Staufreies Hessen 2015 von der Verkehrszentrale Hessen in Frankfurt gesteuert.

## Verkehrsaufkommen
Als zentraler Verkehrsknoten im deutschen Autobahnnetz ist das Hattenbacher Dreieck mit etwa 90.000 Fahrzeugen am Tag einer der verkehrsreichsten in Deutschland außerhalb von Ballungsräumen.
| Von                  | Nach                 | Durchschnittliche tägliche Verkehrsstärke        |
| -------------------- | -------------------- | ------------------------------------------------ |
| Hattenbacher Dreieck | AS Alsfeld-Ost (A 5) | 53.500 Fahrzeuge (Zahl von Verkehrszählung 2010) |
| AS Kirchheim (A 7)   | Hattenbacher Dreieck | 90.900 Fahrzeuge                                 |
| Hattenbacher Dreieck | AS Niederaula (A 7)  | 45.900 Fahrzeuge                                 |